# Волгоградська тема
Волгогра́дська те́ма — тема в шаховій композиції. Суть теми — вступний хід і загроза однієї фази стають відповідно в іншій фазі загрозою і матом у варіанті гри.

## Історія
Ідею запропонували російські шахові композитори з Волгоградської області, від чого й походить назва — волгоградська тема.
В задачі на цю тему проходить переміна функцій ходів білих фігур: є вступний хід хибної гри з певною загрозою. В наступній фазі після іншого вступного ходу дійсного рішення, або нової хибної гри виникає загроза мату, що була вступним ходом хибної гри попередньої фази і у варіанті захисту чорних проходить мат, який був у попередній фазі загрозою.
Алгоритм вираження теми:
1. A? ~ 2. B #
1. !(?) ~ 2. A #
1. ... a 2. B #
|   | a | b | c | d | e | f | g | h |   |
| 8 | c4 білий слон · b3 чорний пішак · c3 білий слон · h3 білий ферзь · d2 білий пішак · e2 біла тура · g2 чорний кінь · b1 білий король · d1 чорний король · f1 чорний слон · g1 чорна тура | c4 білий слон · b3 чорний пішак · c3 білий слон · h3 білий ферзь · d2 білий пішак · e2 біла тура · g2 чорний кінь · b1 білий король · d1 чорний король · f1 чорний слон · g1 чорна тура | c4 білий слон · b3 чорний пішак · c3 білий слон · h3 білий ферзь · d2 білий пішак · e2 біла тура · g2 чорний кінь · b1 білий король · d1 чорний король · f1 чорний слон · g1 чорна тура | c4 білий слон · b3 чорний пішак · c3 білий слон · h3 білий ферзь · d2 білий пішак · e2 біла тура · g2 чорний кінь · b1 білий король · d1 чорний король · f1 чорний слон · g1 чорна тура | c4 білий слон · b3 чорний пішак · c3 білий слон · h3 білий ферзь · d2 білий пішак · e2 біла тура · g2 чорний кінь · b1 білий король · d1 чорний король · f1 чорний слон · g1 чорна тура | c4 білий слон · b3 чорний пішак · c3 білий слон · h3 білий ферзь · d2 білий пішак · e2 біла тура · g2 чорний кінь · b1 білий король · d1 чорний король · f1 чорний слон · g1 чорна тура | c4 білий слон · b3 чорний пішак · c3 білий слон · h3 білий ферзь · d2 білий пішак · e2 біла тура · g2 чорний кінь · b1 білий король · d1 чорний король · f1 чорний слон · g1 чорна тура | c4 білий слон · b3 чорний пішак · c3 білий слон · h3 білий ферзь · d2 білий пішак · e2 біла тура · g2 чорний кінь · b1 білий король · d1 чорний король · f1 чорний слон · g1 чорна тура | 8 |
| 7 | c4 білий слон · b3 чорний пішак · c3 білий слон · h3 білий ферзь · d2 білий пішак · e2 біла тура · g2 чорний кінь · b1 білий король · d1 чорний король · f1 чорний слон · g1 чорна тура | c4 білий слон · b3 чорний пішак · c3 білий слон · h3 білий ферзь · d2 білий пішак · e2 біла тура · g2 чорний кінь · b1 білий король · d1 чорний король · f1 чорний слон · g1 чорна тура | c4 білий слон · b3 чорний пішак · c3 білий слон · h3 білий ферзь · d2 білий пішак · e2 біла тура · g2 чорний кінь · b1 білий король · d1 чорний король · f1 чорний слон · g1 чорна тура | c4 білий слон · b3 чорний пішак · c3 білий слон · h3 білий ферзь · d2 білий пішак · e2 біла тура · g2 чорний кінь · b1 білий король · d1 чорний король · f1 чорний слон · g1 чорна тура | c4 білий слон · b3 чорний пішак · c3 білий слон · h3 білий ферзь · d2 білий пішак · e2 біла тура · g2 чорний кінь · b1 білий король · d1 чорний король · f1 чорний слон · g1 чорна тура | c4 білий слон · b3 чорний пішак · c3 білий слон · h3 білий ферзь · d2 білий пішак · e2 біла тура · g2 чорний кінь · b1 білий король · d1 чорний король · f1 чорний слон · g1 чорна тура | c4 білий слон · b3 чорний пішак · c3 білий слон · h3 білий ферзь · d2 білий пішак · e2 біла тура · g2 чорний кінь · b1 білий король · d1 чорний король · f1 чорний слон · g1 чорна тура | c4 білий слон · b3 чорний пішак · c3 білий слон · h3 білий ферзь · d2 білий пішак · e2 біла тура · g2 чорний кінь · b1 білий король · d1 чорний король · f1 чорний слон · g1 чорна тура | 7 |
| 6 | c4 білий слон · b3 чорний пішак · c3 білий слон · h3 білий ферзь · d2 білий пішак · e2 біла тура · g2 чорний кінь · b1 білий король · d1 чорний король · f1 чорний слон · g1 чорна тура | c4 білий слон · b3 чорний пішак · c3 білий слон · h3 білий ферзь · d2 білий пішак · e2 біла тура · g2 чорний кінь · b1 білий король · d1 чорний король · f1 чорний слон · g1 чорна тура | c4 білий слон · b3 чорний пішак · c3 білий слон · h3 білий ферзь · d2 білий пішак · e2 біла тура · g2 чорний кінь · b1 білий король · d1 чорний король · f1 чорний слон · g1 чорна тура | c4 білий слон · b3 чорний пішак · c3 білий слон · h3 білий ферзь · d2 білий пішак · e2 біла тура · g2 чорний кінь · b1 білий король · d1 чорний король · f1 чорний слон · g1 чорна тура | c4 білий слон · b3 чорний пішак · c3 білий слон · h3 білий ферзь · d2 білий пішак · e2 біла тура · g2 чорний кінь · b1 білий король · d1 чорний король · f1 чорний слон · g1 чорна тура | c4 білий слон · b3 чорний пішак · c3 білий слон · h3 білий ферзь · d2 білий пішак · e2 біла тура · g2 чорний кінь · b1 білий король · d1 чорний король · f1 чорний слон · g1 чорна тура | c4 білий слон · b3 чорний пішак · c3 білий слон · h3 білий ферзь · d2 білий пішак · e2 біла тура · g2 чорний кінь · b1 білий король · d1 чорний король · f1 чорний слон · g1 чорна тура | c4 білий слон · b3 чорний пішак · c3 білий слон · h3 білий ферзь · d2 білий пішак · e2 біла тура · g2 чорний кінь · b1 білий король · d1 чорний король · f1 чорний слон · g1 чорна тура | 6 |
| 5 | c4 білий слон · b3 чорний пішак · c3 білий слон · h3 білий ферзь · d2 білий пішак · e2 біла тура · g2 чорний кінь · b1 білий король · d1 чорний король · f1 чорний слон · g1 чорна тура | c4 білий слон · b3 чорний пішак · c3 білий слон · h3 білий ферзь · d2 білий пішак · e2 біла тура · g2 чорний кінь · b1 білий король · d1 чорний король · f1 чорний слон · g1 чорна тура | c4 білий слон · b3 чорний пішак · c3 білий слон · h3 білий ферзь · d2 білий пішак · e2 біла тура · g2 чорний кінь · b1 білий король · d1 чорний король · f1 чорний слон · g1 чорна тура | c4 білий слон · b3 чорний пішак · c3 білий слон · h3 білий ферзь · d2 білий пішак · e2 біла тура · g2 чорний кінь · b1 білий король · d1 чорний король · f1 чорний слон · g1 чорна тура | c4 білий слон · b3 чорний пішак · c3 білий слон · h3 білий ферзь · d2 білий пішак · e2 біла тура · g2 чорний кінь · b1 білий король · d1 чорний король · f1 чорний слон · g1 чорна тура | c4 білий слон · b3 чорний пішак · c3 білий слон · h3 білий ферзь · d2 білий пішак · e2 біла тура · g2 чорний кінь · b1 білий король · d1 чорний король · f1 чорний слон · g1 чорна тура | c4 білий слон · b3 чорний пішак · c3 білий слон · h3 білий ферзь · d2 білий пішак · e2 біла тура · g2 чорний кінь · b1 білий король · d1 чорний король · f1 чорний слон · g1 чорна тура | c4 білий слон · b3 чорний пішак · c3 білий слон · h3 білий ферзь · d2 білий пішак · e2 біла тура · g2 чорний кінь · b1 білий король · d1 чорний король · f1 чорний слон · g1 чорна тура | 5 |
| 4 | c4 білий слон · b3 чорний пішак · c3 білий слон · h3 білий ферзь · d2 білий пішак · e2 біла тура · g2 чорний кінь · b1 білий король · d1 чорний король · f1 чорний слон · g1 чорна тура | c4 білий слон · b3 чорний пішак · c3 білий слон · h3 білий ферзь · d2 білий пішак · e2 біла тура · g2 чорний кінь · b1 білий король · d1 чорний король · f1 чорний слон · g1 чорна тура | c4 білий слон · b3 чорний пішак · c3 білий слон · h3 білий ферзь · d2 білий пішак · e2 біла тура · g2 чорний кінь · b1 білий король · d1 чорний король · f1 чорний слон · g1 чорна тура | c4 білий слон · b3 чорний пішак · c3 білий слон · h3 білий ферзь · d2 білий пішак · e2 біла тура · g2 чорний кінь · b1 білий король · d1 чорний король · f1 чорний слон · g1 чорна тура | c4 білий слон · b3 чорний пішак · c3 білий слон · h3 білий ферзь · d2 білий пішак · e2 біла тура · g2 чорний кінь · b1 білий король · d1 чорний король · f1 чорний слон · g1 чорна тура | c4 білий слон · b3 чорний пішак · c3 білий слон · h3 білий ферзь · d2 білий пішак · e2 біла тура · g2 чорний кінь · b1 білий король · d1 чорний король · f1 чорний слон · g1 чорна тура | c4 білий слон · b3 чорний пішак · c3 білий слон · h3 білий ферзь · d2 білий пішак · e2 біла тура · g2 чорний кінь · b1 білий король · d1 чорний король · f1 чорний слон · g1 чорна тура | c4 білий слон · b3 чорний пішак · c3 білий слон · h3 білий ферзь · d2 білий пішак · e2 біла тура · g2 чорний кінь · b1 білий король · d1 чорний король · f1 чорний слон · g1 чорна тура | 4 |
| 3 | c4 білий слон · b3 чорний пішак · c3 білий слон · h3 білий ферзь · d2 білий пішак · e2 біла тура · g2 чорний кінь · b1 білий король · d1 чорний король · f1 чорний слон · g1 чорна тура | c4 білий слон · b3 чорний пішак · c3 білий слон · h3 білий ферзь · d2 білий пішак · e2 біла тура · g2 чорний кінь · b1 білий король · d1 чорний король · f1 чорний слон · g1 чорна тура | c4 білий слон · b3 чорний пішак · c3 білий слон · h3 білий ферзь · d2 білий пішак · e2 біла тура · g2 чорний кінь · b1 білий король · d1 чорний король · f1 чорний слон · g1 чорна тура | c4 білий слон · b3 чорний пішак · c3 білий слон · h3 білий ферзь · d2 білий пішак · e2 біла тура · g2 чорний кінь · b1 білий король · d1 чорний король · f1 чорний слон · g1 чорна тура | c4 білий слон · b3 чорний пішак · c3 білий слон · h3 білий ферзь · d2 білий пішак · e2 біла тура · g2 чорний кінь · b1 білий король · d1 чорний король · f1 чорний слон · g1 чорна тура | c4 білий слон · b3 чорний пішак · c3 білий слон · h3 білий ферзь · d2 білий пішак · e2 біла тура · g2 чорний кінь · b1 білий король · d1 чорний король · f1 чорний слон · g1 чорна тура | c4 білий слон · b3 чорний пішак · c3 білий слон · h3 білий ферзь · d2 білий пішак · e2 біла тура · g2 чорний кінь · b1 білий король · d1 чорний король · f1 чорний слон · g1 чорна тура | c4 білий слон · b3 чорний пішак · c3 білий слон · h3 білий ферзь · d2 білий пішак · e2 біла тура · g2 чорний кінь · b1 білий король · d1 чорний король · f1 чорний слон · g1 чорна тура | 3 |
| 2 | c4 білий слон · b3 чорний пішак · c3 білий слон · h3 білий ферзь · d2 білий пішак · e2 біла тура · g2 чорний кінь · b1 білий король · d1 чорний король · f1 чорний слон · g1 чорна тура | c4 білий слон · b3 чорний пішак · c3 білий слон · h3 білий ферзь · d2 білий пішак · e2 біла тура · g2 чорний кінь · b1 білий король · d1 чорний король · f1 чорний слон · g1 чорна тура | c4 білий слон · b3 чорний пішак · c3 білий слон · h3 білий ферзь · d2 білий пішак · e2 біла тура · g2 чорний кінь · b1 білий король · d1 чорний король · f1 чорний слон · g1 чорна тура | c4 білий слон · b3 чорний пішак · c3 білий слон · h3 білий ферзь · d2 білий пішак · e2 біла тура · g2 чорний кінь · b1 білий король · d1 чорний король · f1 чорний слон · g1 чорна тура | c4 білий слон · b3 чорний пішак · c3 білий слон · h3 білий ферзь · d2 білий пішак · e2 біла тура · g2 чорний кінь · b1 білий король · d1 чорний король · f1 чорний слон · g1 чорна тура | c4 білий слон · b3 чорний пішак · c3 білий слон · h3 білий ферзь · d2 білий пішак · e2 біла тура · g2 чорний кінь · b1 білий король · d1 чорний король · f1 чорний слон · g1 чорна тура | c4 білий слон · b3 чорний пішак · c3 білий слон · h3 білий ферзь · d2 білий пішак · e2 біла тура · g2 чорний кінь · b1 білий король · d1 чорний король · f1 чорний слон · g1 чорна тура | c4 білий слон · b3 чорний пішак · c3 білий слон · h3 білий ферзь · d2 білий пішак · e2 біла тура · g2 чорний кінь · b1 білий король · d1 чорний король · f1 чорний слон · g1 чорна тура | 2 |
| 1 | c4 білий слон · b3 чорний пішак · c3 білий слон · h3 білий ферзь · d2 білий пішак · e2 біла тура · g2 чорний кінь · b1 білий король · d1 чорний король · f1 чорний слон · g1 чорна тура | c4 білий слон · b3 чорний пішак · c3 білий слон · h3 білий ферзь · d2 білий пішак · e2 біла тура · g2 чорний кінь · b1 білий король · d1 чорний король · f1 чорний слон · g1 чорна тура | c4 білий слон · b3 чорний пішак · c3 білий слон · h3 білий ферзь · d2 білий пішак · e2 біла тура · g2 чорний кінь · b1 білий король · d1 чорний король · f1 чорний слон · g1 чорна тура | c4 білий слон · b3 чорний пішак · c3 білий слон · h3 білий ферзь · d2 білий пішак · e2 біла тура · g2 чорний кінь · b1 білий король · d1 чорний король · f1 чорний слон · g1 чорна тура | c4 білий слон · b3 чорний пішак · c3 білий слон · h3 білий ферзь · d2 білий пішак · e2 біла тура · g2 чорний кінь · b1 білий король · d1 чорний король · f1 чорний слон · g1 чорна тура | c4 білий слон · b3 чорний пішак · c3 білий слон · h3 білий ферзь · d2 білий пішак · e2 біла тура · g2 чорний кінь · b1 білий король · d1 чорний король · f1 чорний слон · g1 чорна тура | c4 білий слон · b3 чорний пішак · c3 білий слон · h3 білий ферзь · d2 білий пішак · e2 біла тура · g2 чорний кінь · b1 білий король · d1 чорний король · f1 чорний слон · g1 чорна тура | c4 білий слон · b3 чорний пішак · c3 білий слон · h3 білий ферзь · d2 білий пішак · e2 біла тура · g2 чорний кінь · b1 білий король · d1 чорний король · f1 чорний слон · g1 чорна тура | 1 |
|   | a | b | c | d | e | f | g | h |   |

FEN: 8/8/8/8/2B5/1pB4Q/3PR1n1/1K1k1br1
1. Qd3? A ~ 2. Bb3# B
1. ... Be2 2. Qe2#
1. ... Se3 2. de#, 1. ... Se1 !
1.cd4 ! ~ 2. Qd3# A
1. ... Be2 2. Bb3# B
- — - — - — -
1. ... Se3 2. Re1#
Вступний хід хибного сліду в дійсній грі стає загрозою, а загроза, яка була в хибному сліді, стає в дійсній грі матом у варіанті. Тема виражена в синтезі з парадоксом Домбровскіса, в результаті виражена реверсивна форма волгоградської теми.